# Tubular Bells
Tubular Bells је албум који је 1973. издао енглески рок музичар Мајк Олдфилд. Сматра се једним од најважнијих албума у историји модерне музике. Албум је изазвао револуцију на пољу инструменталне музике и прославио издавачку кућу Virgin Records.
Има две инструменталне композиције, често се назива првом симфонијом у историји рок музике. Млади и тада непознати Олдфилд је због за то време иновативни стил и технику имао проблема да пронађе разумевање код издавача, све док му прилику није пружила новостворена музичка кућа Вирџин Рекордс којој је то био дебитантски албум. Почетна секција композиције је исте године искоришћена као део саундтрека за хорор-филм The Exorcist, а што је значајно допринело продаји албума који је након готово годину дана успео да се пробије на врх британске топ-листе.
Музика са албума се користила за церемонију отварања Летње Олимпијаде 2012.

## Компилације и дискографија
| - Tubular Bells (1973) - The Orchestral Tubular Bells (orchestral version; 1975) - Tubular Bells II (1992) - Tubular Bells III (1998) - The Millennium Bell (1999) - Tubular Bells 2003 (2003) | - The Best of Tubular Bells (2001) - The Complete Tubular Bells (2003) |